# Saint-Denis-sur-Ouanne
Saint-Denis-sur-Ouanne est une ancienne commune française, située dans le département de l'Yonne en région Bourgogne-Franche-Comté, devenue, le 1er janvier 2016, une commune déléguée de la commune nouvelle de Charny-Orée-de-Puisaye.

## Géographie

### Localisation
Le village domine la vallée de l'Ouanne depuis la rive droite de la rivière qui coupe son finage en deux parties inégales. Il est traversé par le chemin départemental no 208 reliant La Ferté-Loupière à Marchais-Béton, qui croise au pied du village le CD 950 reliant Charny (au N-O) à Toucy (au S-E).

L'ancienne commune tenait aux finages de Grandchamp, Malicorne, Saint-Martin-sur-Ouanne et Perreux.

### Saint-Denis-sur-Ouanne en Puisaye?
Pour Charles Blanché, qui écrit en 1867 dans l’annuaire statistique du département de l’Yonne, la limite nord et est de la Puisaye comprend Champignelles, Dracy et Mézille. Georges Goujon, auteur de référence sur la Puisaye, dans sa définition datant de 1911 (terrains, géologie, relief, climat, bocage, élevage, agriculture, etc.) donne une limite plus large à cette micro région : les terrains de la commune de Grandchamp situés sur la rive gauche de l’Ouanne. Il se fondait également sur la perception d’appartenance qu’avaient les gens du cru.
Saint-Denis, pour ces deux auteurs, n’était donc pas en Puisaye. Mais, à l’époque, à l'instar du Dr Robineau-Desvoidy qu'il avait vouée quelques années auparavant au rachitisme et à la dépopulation, qui aurait voulu être dans « l’ancienne Puisaye, dépendance du Gâtinais [qui] doit à son sous-sol imperméable une pauvreté et une insalubrité notoires ».

### Hydrographie
Le trait hydrographique dominant est l'Ouanne, qui traverse le sud de la commune dans le sens S-E / N-O.
La partie nord du finage est traversée par le ru (intermittent) des Entonnoirs, qui prend naissance dans l'étang des Pinabeaux, plan d'eau d'environ 9 ha, et coule sur 3,7 km avant de quitter la commune pour se jeter dans l'Ouanne sur le territoire de l'ancienne commune de Saint-Martin-sur-Ouanne. L'étang de Mouchard, une autre pièce d'eau de 5,6 ha, se trouve à moins de 150 m au sud de l'étang des Pinabeaux dont il est tributaire.

### Lieux-dits et écarts
Les écarts (hameaux) de la commune portent souvent les noms des premiers tenanciers qui remirent les terres en culture à la fin du Moyen Âge, tels les Rémonds, les Gaudins, les Blés, les Franchis, les Delomois, la Vacherie (les la Vache) ou les Gallichets. Dans d’autres cas leurs noms décrivent les lieux : les Hâtes (défrichement), la Boulassière (lieu planté de bouleaux), la Masure (les deux à trois arpents de terre destinés à contenir la maison du tenancier, son potager (clouseau) et sa cour avec les aisances et dépendances), la Grand Court (la grande ferme).
Les lieux-dits suivis d'une astérisque sont situés à l'écart de la route indiquée.
B
- les Bauchers,            route des Diligences (route de Grandchamp par le haut du coteau nord)
- les Blés*,               route de Perreux (D 208)
- la Boulassière*,         route de Perreux (D 208)
- les Boutrons*,           route de Perreux (D 208)

C
- les Chaillots*,          route de Perreux (D 208)

D
- La Désalerie,            route des Diligences (route de Grandchamp par le haut du coteau nord)

E
- l'Entonnoir,             route de Perreux (D 208)

F
- les Franchies*,          route de Perreux (D 208)

G
- les Goilards,            route de Malicorne (D 208)
- les Gallichets,          impasse des Gallichets
- les Gaudins,             route de Perreux (D 208)

H
- les Hâtes*,              route de Perreux (D 208)

L
- les Lombards,            route des Maineries

M
- la Mainerie,             route des Maineries
- la Mazure,               route des Diligences (route de Grandchamp par le haut du coteau nord)
- le Montbaudron*,         route des Diligences (route de Grandchamp par le haut du coteau nord)
- les Moux,                route de Perreux (D 208)

P
- les Padelles*,           route des Diligences (route de Grandchamp par le haut du coteau nord)
- les Pinabeaux

R
- les Rémonds*,            route des Diligences (route de Grandchamp par le haut du coteau nord)

V
- la Petite Vacherie*,     route de Perreux (D 208)
- les Vachers*,            route de Perreux (D 208)
- les Vallées,             route de Grandchamp (D 950)
- Vau Fontaine,            route de Malicornee (D 208)
- le Vivier*,              route de Perreux (D 208)

## Histoire
Cité dès le XIe siècle dans une liste d'églises ajoutée au Liber Sacramentorum de Sens,, Saint-Denis-sur-Ouanne est implanté le long de la voie antique qui, venant de Grandchamp, longeait la vallée de l’Ouanne sur le sommet du coteau avant de plonger vers Donzy et Saint-Martin. Le chemin départemental CD950 qui ne fut réalisé dans la vallée qu’au XIXe siècle ne figure pas encore sur la carte d’état-major de 1845. Un trésor monétaire datant des Invasions barbares fut découvert à proximité de cette voie lors de la création du nouveau cimetière[Quand ?]. Cette situation avait justifié l’établissement d’une auberge, à l’enseigne des Trois Moineaux, entre l’église et ce chemin dit des diligences.
Du point de vue fiscal et administratif, Saint-Denis dépendait dans l'ancienne France de l’Élection de Joigny, Généralité de Paris, mais ressortissait du grenier à sel de Saint-Fargeau. Sur le plan judiciaire, Saint-Denis constituait une curieuse enclave du bailliage de Troyes, malgré la création en 1638 du présidial de Montargis qui avait absorbé le reste du bailliage seigneurial de Joigny . Dans le domaine ecclésiastique, Saint-Denis était de l’archidiocèse de Sens.

### L'église

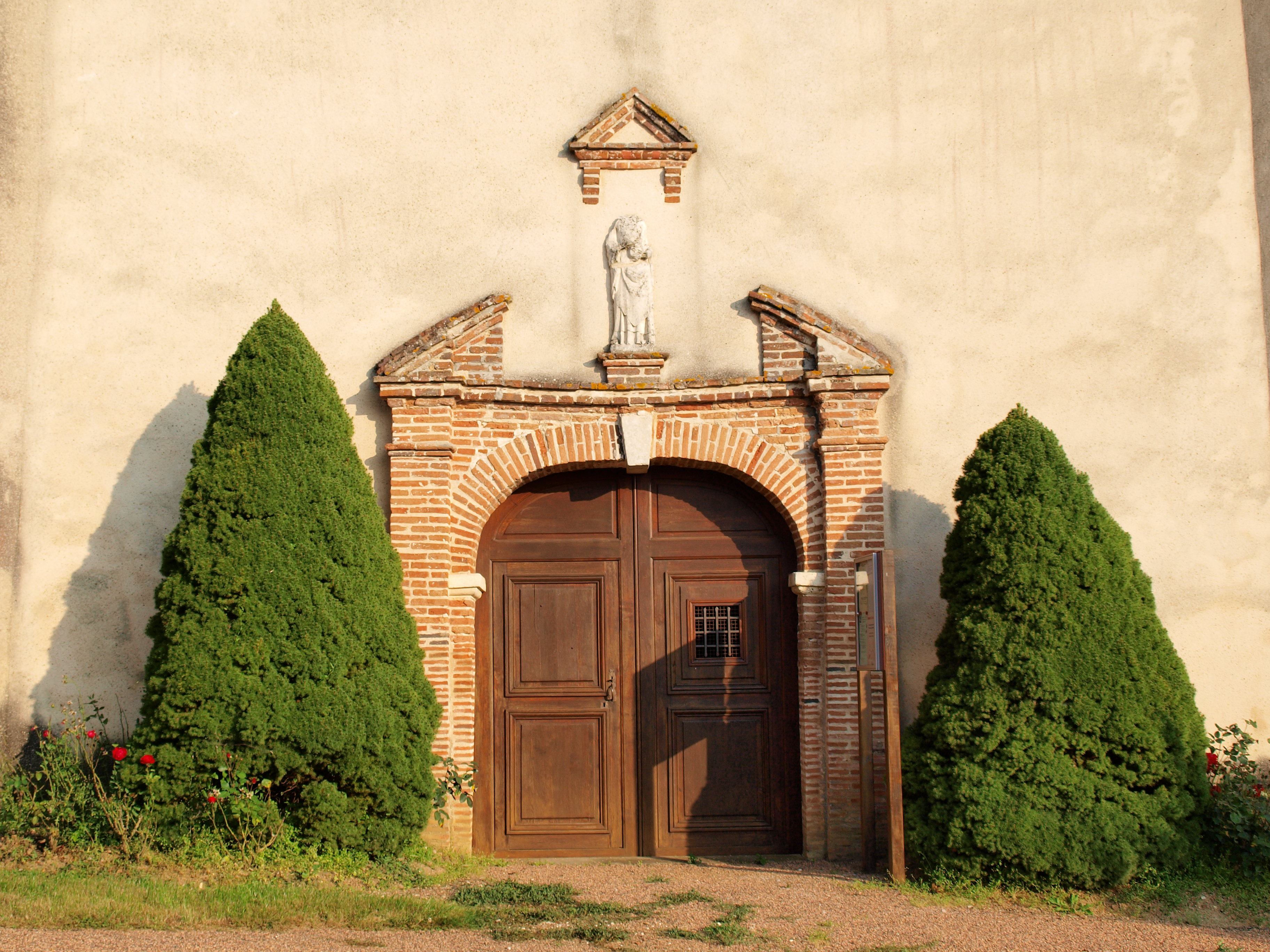
Portail ouest de l'église paroissiale saint Loup

La paroisse de Saint-Denis-sur-Ouanne appartenait dans l’ancienne France au doyenné de Courtenay, l’un des cinq doyennés de l’archidiaconé de Sens, lui-même l’un des cinq archidiaconés de l’archidiocèse de Sens. Ce doyenné de Courtenay s’étendait depuis Gron et Egriselles-le-Bocage au nord, jusqu’à Branches, Dracy et Tannerre au sud, villages qui formaient la limite entre l’archidiocèse et l’évêché d’Auxerre. À l’ouest d’une ligne Dicy-Chêne-Arnoult, s’étendait l’archidiaconé du Gâtinais.
L'église paroissiale, placée sous le vocable de Saint-Denis (aujourd'hui de Saint Loup), était à la collation de l'archevêque. Ses fondations datent du XIIIe siècle. Elle a été reconstruite à la fin du XVIe siècle, comme en témoignent son portail en brique et la statue de saint Denis placée au-dessus. Elle a été restaurée au XIXe siècle et à nouveau en 1996.

### Les seigneuries de Saint-Denis-sur-Ouanne
Le territoire de la paroisse de Saint-Denis comprenait sous l’Ancien Régime diverses seigneuries. Celles-ci relevaient sur le plan judiciaire de l’une ou l’autre des deux châtellenies de La Ferté-la-Loupière (sic) et comme telles sont mentionnées dans la Coutume de Troyes qui régissait ce petit territoire.
- Seigneuries de la paroisse de Saint-Denis-sur-Ouanne ressortissant de la châtellenie de La Ferté-la-Loupière

- au ressort de Joigny : Les Pinabeaux, Ville-Fontaine (Vau-Fontaine ?), Préaux (Breau ?)
- au ressort du manoir ancien de La Coudre : Saint-Denis-sur-Ouanne (village et alentours), fief relevant des religieux de Fontainejean, Le Petit-Asnières, Mouchard, Préaux (Breau ?), les Hâtes de la Ferté, démembrement de la seigneurie des Hâtes dont le manoir était de la paroisse de Perreux
- Seigneuries de Saint-Denis-sur-Ouanne non citées dans la Coutume de Troyes : Les Terres Franches, Montbaudron.

Ainsi, selon les hameaux de Saint-Denis où l’on habitait, les juridictions étaient différentes et les appels portés à Troyes ou à Joigny.

### La coutume de Troyes
Pour comprendre pourquoi les habitants de Saint-Denis-sur-Ouanne relevaient de la coutume de Troyes plutôt que la coutume de Lorris, qui régit le reste de la région, il faut revenir aux événements du début du XIe siècle. Après quelque vingt-cinq ans de guerre larvée pour le contrôle du comté de Sens, Eudes II de Blois, de Troyes et de Meaux, reçoit en 1031 de la reine-mère, Constance d’Arles, la moitié du comté. C’est très probablement ce comte qui, pour affirmer et conforter sa possession, établit une firmitas sur l’axe stratégique conduisant de ses possessions de Blois et de Sancerre à celles de Saint-Florentin et de Troyes. À cette fondation sera donné le nom de Ferté la Loupière. Ce sera d’ailleurs la seule possession que les comtes de Champagne conserveront dans l’ancien comté de Sens, après le traité de 1034 avec, il est vrai, la suzeraineté sur le comté de Joigny et sur Saint-Florentin. Pour ces honneurs et ces possessions assis dans l’ancien territoire des ducs bénéficiaires de Bourgogne, les comtes de Blois devenus comtes de Champagne devaient l’hommage au duc de Bourgogne. La châtellenie de La Ferté-Loupière, était ainsi une possession bourguignonne des comtes de Champagne. Ces mêmes comtes octroyèrent très naturellement à leurs hommes de La Ferté la coutume qu’ils avaient établie dans leur comté de Troyes.

### Les Pinabeaux
Le comte de Blois avait sans doute distribué selon l'usage du temps des fiefs aux chevaliers préposés à la défense du territoire de La Ferté. Des mottes avaient dû être établies en périphérie. Celle des Pinabeaux, aujourd’hui arasée, était en mesure d’en défendre la limite occidentale. Il est possible que cette motte ait été confiée au départ à un chevalier Pinabel. Ce nom Pinabel quoique fort peu fréquent, est présent dès le début du XIIe siècle dans l’histoire du Royaume normand de Sicile et dans la Chanson de Roland, ainsi que dans la toponymie et les patronymes normands contemporains.
Toujours dans le contexte normand, les chanoines du Mont-Aux-Malades-lès-Rouen avaient reçus des comtes de Blois-Champagne les cures de La Ferté-Loupière et de Chevillon et y avaient établi un prieuré et une léproserie. Or ces chanoines sont dotés, dès avant 1200, de la seigneurie des « hameaux » des Hâtes (paroisses de Perreux, Saint-Martin et Saint-Denis-sur-Ouanne), du Petit-Asnières (toponyme disparu) et des Pinabeaux, ces deux derniers lieux dans la paroisse de Saint-Denis. Les chanoines normands ont-ils fait venir de Normandie une famille Pinabel, ou en ont-ils hérité avec la seigneurie ? Les textes manquent pour trancher.
Après deux siècles de silence, Les Pinabeaux resurgissent dans une transaction datée du 1er mai 1414 passée entre Jean des Barres, écuyer, et Jeanne Garreau, sa parente, fille de Jean Garreau, seigneur des Pinabeaux, et de Regnaulde de Sainte-Croix son épouse. Jeanne apportait les Pinabeaux à son époux, Guillaume de Fillemain, capitaine de Château-Renard pour le compte de Charles, duc d’Orléans et de Valois. Les Pinabeaux sont ensuite vendus en 1447 par Guillaume de Fillemain à Pierre Le Masle, écuyer, lequel revend dès 1454 à Etienne Martinet pour 29 écus d’or. Sa descendance va les conserver deux siècles.
Cette branche de la famille des Barres, continuée dans celle des Crèvecœur, a possédé Prunoy, La Fontaine l’Hermite (Perreux), Le Petit-Asnières (Saint-Denis-sur-Ouanne), Les Diablières (Sommecaise), Hautefeuille (Malicorne) et La Mothe-aux-Aulnaies (Charny). La Transaction de 1414 laisse à penser qu’elle avait également des droits sur les Pinabeaux.
Ces ventes de 1447 et 1454 sont passées « sauf l’hommage » dû, non plus aux chanoines de La Ferté, mais aux seigneurs de Prunoy, ce qui conforte l’hypothèse des droits des Barres sur les Pinabeaux. Elles portaient non seulement sur les Pinabeaux mais aussi sur la seigneurie des Hâtes, amputée d’un quart au profit du seigneur de Charny. On peut supposer que le quart manquant avait été échangé contre un abri dans l'enceinte fortifiée de Charny, constituant le « fief volant » des Pinabeaux-Charny, qui subsistera jusqu'à la Révolution sous la forme de quelques maisons chargées de cens. Cet échange pouvait bien avoir résulté de la destruction très probable des châteaux des Pinabeaux et des Hâtes soit par le capitaine anglais Robert Knowles, qui ravagea le pays en 1358 depuis la forteresse voisine de Malicorne, soit par les routiers des partis Armagnac ou Bourguignons au début du XVe siècle.
Les Martinet, acquéreurs des Pinabeaux en 1447, vont fortement marquer le territoire de Saint-Denis (voir ci-dessous les personnalités liées à la commune). Les Pinabeaux passent aux Certaines au XVIIe siècle par le mariage en 1608 de Jeanne de Martinet, dernière du nom, avec Aloph de Certaines, fils du seigneur de Villemolin (Nièvre). Leur quatrième fils, Pierre de Certaines de Fricambault (voir ci-dessous), hérite des Pinabeaux. Sa veuve, Antoinette Lemaistre, devra se résoudre à vendre la seigneurie en 1671 à son frère Charles, baron de Grandchamp. Après la déconfiture du baron de Grandchamp, ses possessions passèrent en 1695 à Melchior de Jordy de Cabanac, commandant de la Petite Écurie. Sa petite-fille, Anne-Marie de Cabanac, épouse du comte de Laffémas, vend les Pinabeaux, les Terres Franches et Fricambault, le 29 décembre 1768, à son voisin le marquis de Montigny. Le petit-fils du marquis de Montigny, Gaston Louis Joseph, devait vendre à son tour les Pinabeaux, le 20 décembre 1834, au capitaine François Le Touzé de Longuemar et à son épouse Marie de Flavigny. Ils furent les derniers habitants de l’antique manoir qui sera détruit après 1845 et remplacé par la demeure actuelle.
La seigneurie et prévôté (ou  justice) des Pinabeaux incluait les Blés, les Franchis, les Gallichets, l’Étang, les Gaudins, les Carrés (aujourd'hui le Vivier) et les Delomois.

## Économie

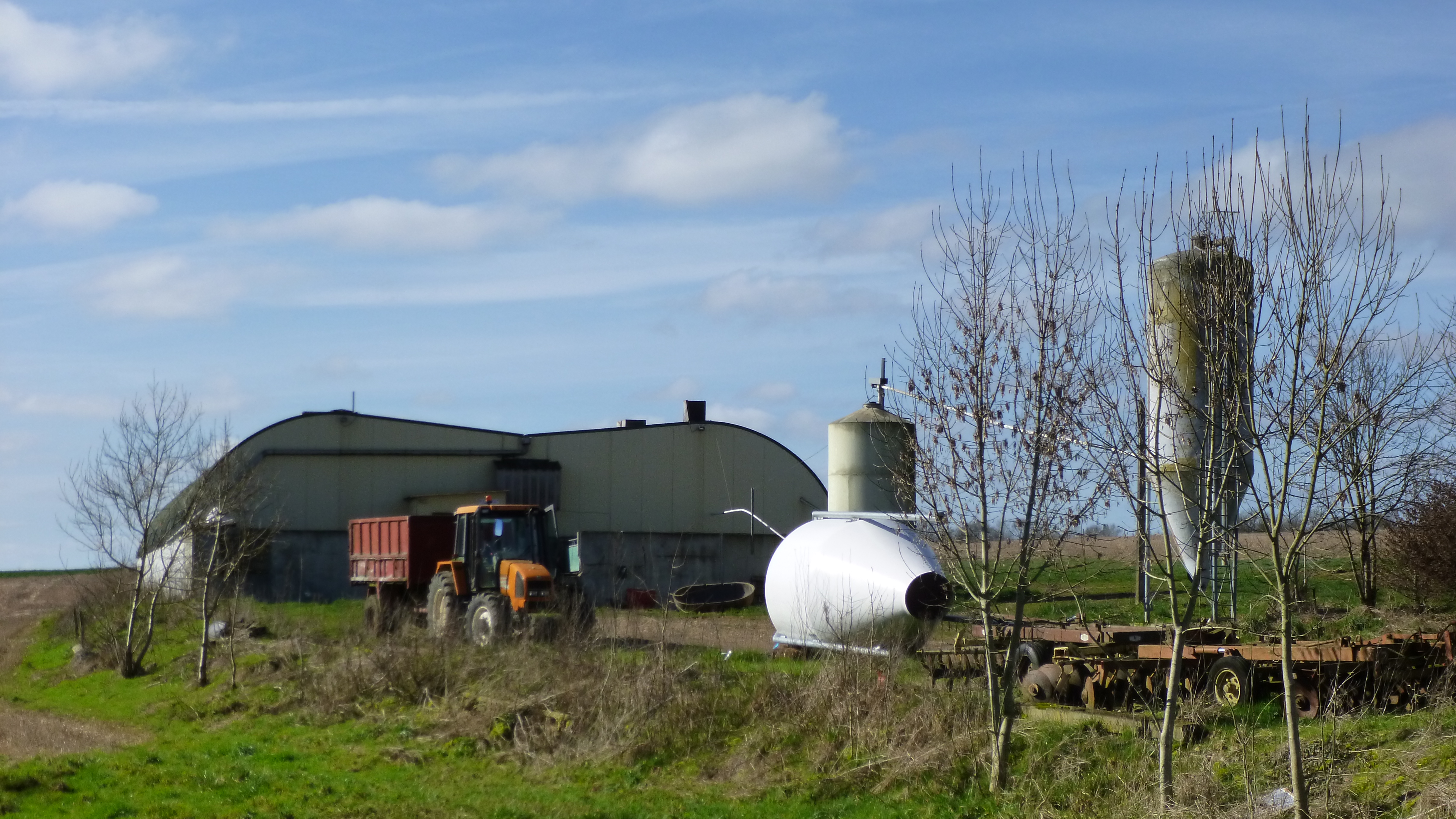
Porcherie des Blés.

## Politique et administration

### Liste des maires successifs jusque fin 2015
| Période                                  | Période          | Identité       | Étiquette | Qualité |
| ---------------------------------------- | ---------------- | -------------- | --------- | ------- |
| Les données manquantes sont à compléter. |                  |                |           |         |
| mars 2008                                | 31 décembre 2015 | Martine Moreau |           |         |

### Liste des maires délégués depuis le1erjanvier 2016
| Période                                  | Période  | Identité      | Étiquette | Qualité |
| ---------------------------------------- | -------- | ------------- | --------- | ------- |
| Les données manquantes sont à compléter. |          |               |           |         |
|                                          | En cours | Francis Verpy |           |         |

## Démographie
L'évolution du nombre d'habitants est connue à travers les recensements de la population effectués dans la commune depuis 1793. À partir du 1er janvier 2009, les populations légales des communes sont publiées annuellement dans le cadre d'un recensement qui repose désormais sur une collecte d'information annuelle, concernant successivement tous les territoires communaux au cours d'une période de cinq ans. 
Pour les communes de moins de 10 000 habitants, une enquête de recensement portant sur toute la population est réalisée tous les cinq ans, les populations légales des années intermédiaires étant quant à elles estimées par interpolation ou extrapolation. Pour la commune, le premier recensement exhaustif entrant dans le cadre du nouveau dispositif a été réalisé en 2004,.
En 2013, la commune comptait 128 habitants, en évolution de −7,25 % par rapport à 2008 (Yonne : −0,46 %, France hors Mayotte : +2,49 %).
| 1793 | 1800 | 1806 | 1821 | 1831 | 1836 | 1841 | 1846 | 1851 |
| ---- | ---- | ---- | ---- | ---- | ---- | ---- | ---- | ---- |
| 348  | 316  | 299  | 363  | 367  | 377  | 396  | 361  | 377  |

| 1856 | 1861 | 1866 | 1872 | 1876 | 1881 | 1886 | 1891 | 1896 |
| ---- | ---- | ---- | ---- | ---- | ---- | ---- | ---- | ---- |
| 387  | 403  | 408  | 367  | 362  | 368  | 374  | 320  | 293  |

| 1901 | 1906 | 1911 | 1921 | 1926 | 1931 | 1936 | 1946 | 1954 |
| ---- | ---- | ---- | ---- | ---- | ---- | ---- | ---- | ---- |
| 311  | 282  | 275  | 260  | 245  | 271  | 225  | 218  | 238  |

| 1962 | 1968 | 1975 | 1982 | 1990 | 1999 | 2004 | 2009 | 2013 |
| ---- | ---- | ---- | ---- | ---- | ---- | ---- | ---- | ---- |
| 238  | 191  | 140  | 141  | 152  | 134  | 148  | 129  | 128  |

## Culture locale et patrimoine

### Lieux et monuments
L'église Saint-Loup a été construite au XIIIe siècle et restaurée aux XIXe et XXe siècles.

### Patrimoine naturel
La commune inclut trois zones naturelles d'intérêt écologique, faunistique et floristique (ZNIEFF):
- la ZNIEFF des étangs, prairies et forêts du Gâtinais sud oriental[21].  L'habitat particulièrement visé par cette ZNIEFF est fait d'eaux douces stagnantes ; les autres habitats inclus dans la zone sont des eaux courantes, des prairies humides et mégaphorbiaies, et des bois. Sur la commune, elle couvre le réseau hydrographique du ru des Entonnoirs (affluent de l'Ouanne) : l'étang de Mouchard, l'étang des Pinabeaux, et leurs environs[22] ;
- la ZNIEFF de la vallée de l'Ouanne de Toucy à Douchy[23]. Cette ZNIEFF vise particulièrement les habitats d'eaux courantes, mais on y trouve aussi des tourbières et marais, des prairies améliorées, des cultures et des bocages. Elle couvre tout le fond de vallée de l'Ouanne ;
- la ZNIEFF de l'étang de Mouchard, zone de 37 ha qui inclut et entoure l'étang du même nom, avec des eaux douces stagnantes comme habitat déterminant, et des bois[24].

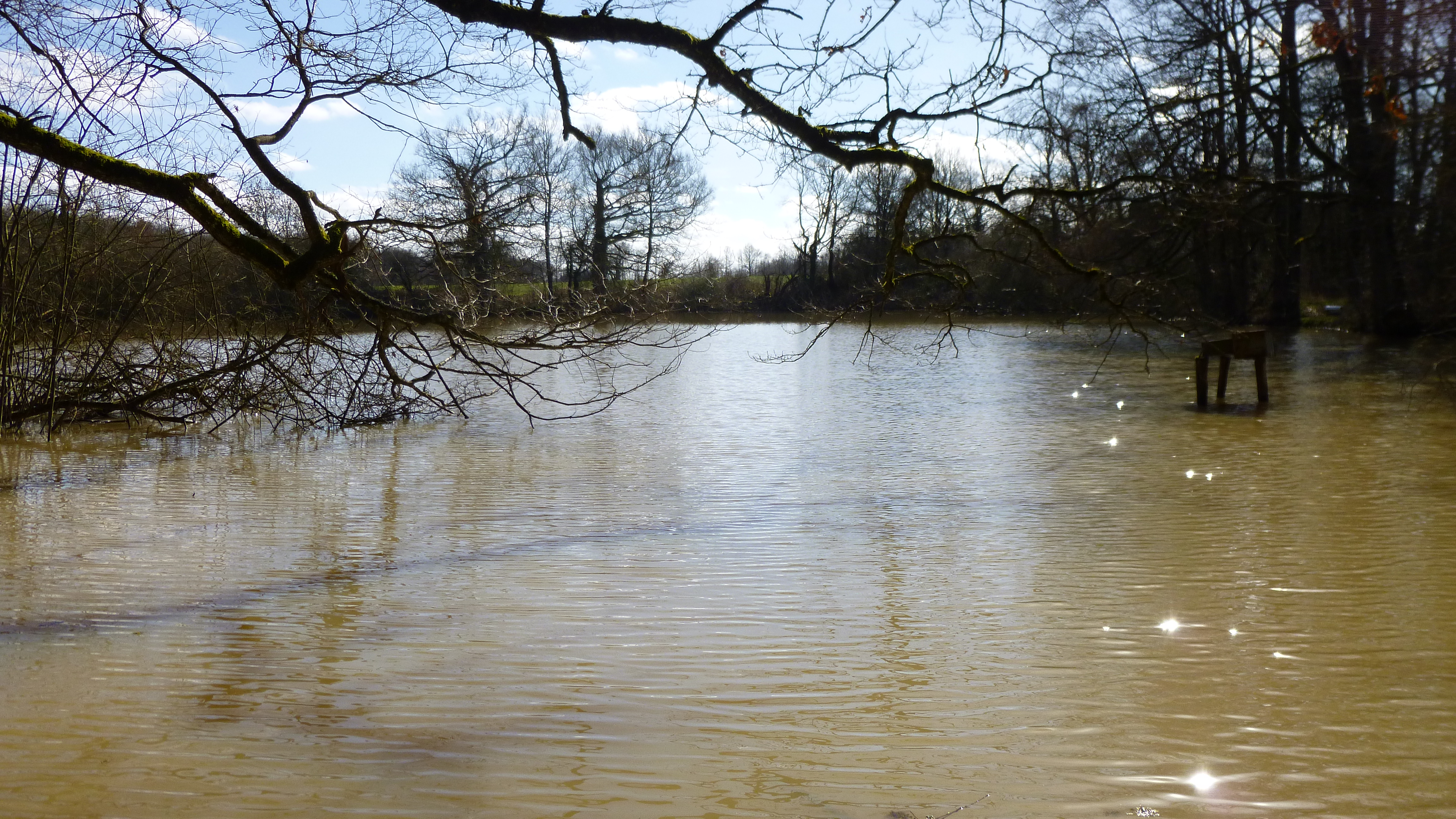
Étang des Pinabeaux.
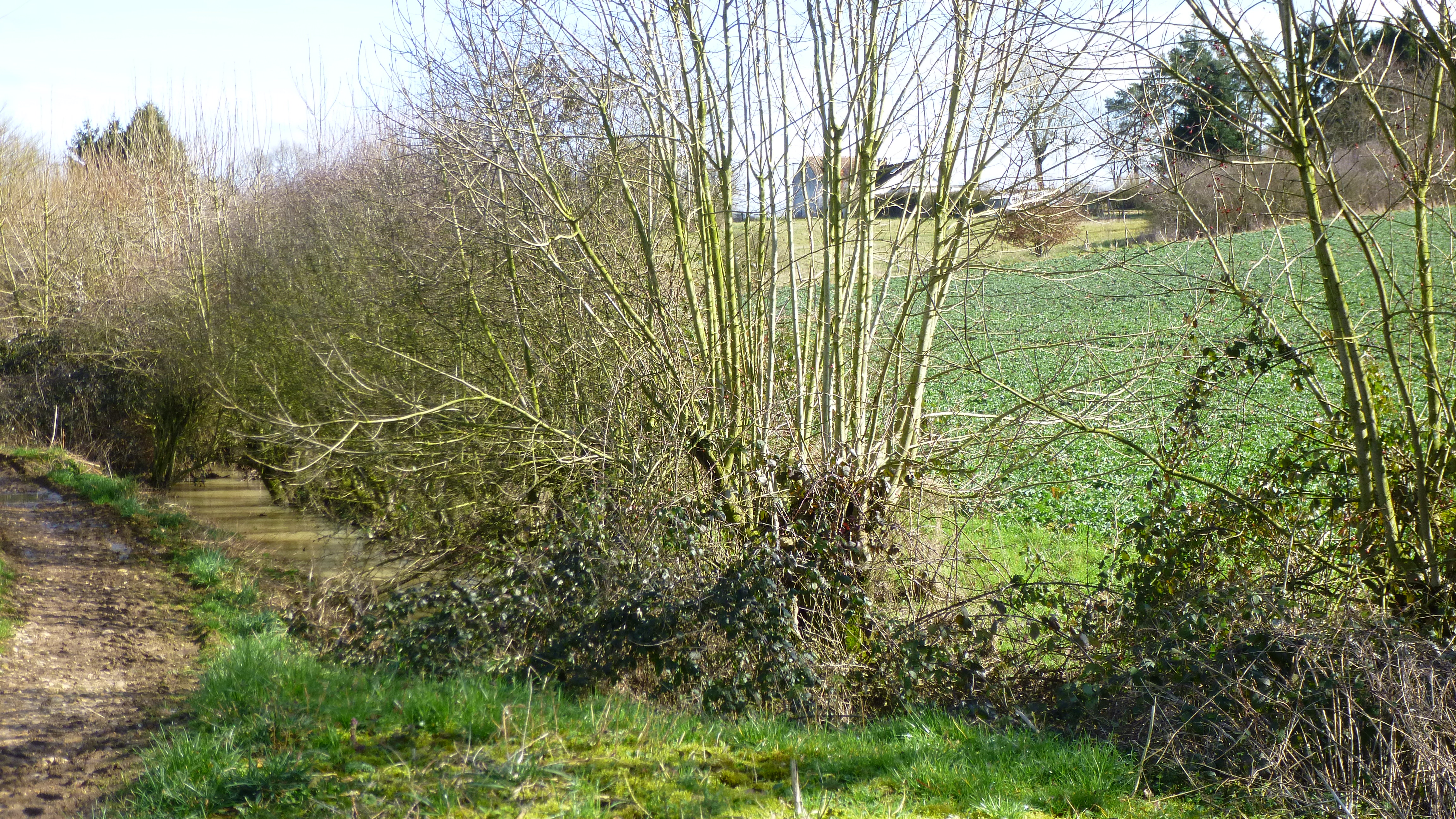
Ru des Entonnoirs au hameau des Blés.

### Personnalités liées à la commune

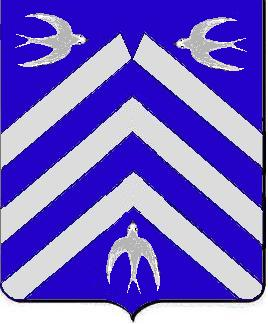
de Martinet porte d'azur à trois chevrons d'argent, le premier brisé, accompagné de trois martinet de même, deux en chef (affrontés) et un en pointe (Jougla de Morenas et abbé de Vertot)

- Jean de Martinet (<1467 – 1524), écuyer, seigneur des Pinabeaux et des Terres Franches, paroisse de Saint-Denis-sur-Ouanne, et de Fricambault, paroisse de Perreux. Entre 1492 et 1504, il participe activement à la remise en valeur de ce territoire après les désolations de la grande peste et les ravages des grandes compagnies. Pour les seules Terres Franches, il concéda neuf baux à cens et rentes et y installa les familles Dufay, Fraselin, La Vache, Royer, Le Roy, Motereau, Rivière et Sigonne. Les Le Roy et les La Vache donneront leurs noms aux lieux-dits Les Roys et La Vacherie. La plupart de ces baux prévoyaient une masure à faire maison de 2 à 4 arpents en plus d’un domaine de 30 à 60 arpents de terres labourables et de noues à faire pré[25]. Il était fils d’Étienne Martinet, qui avait acheté les seigneuries des Pinabeaux et des Hâtes en 1454.
- Pierre de Certaines de Fricambault (1620-1666), chef d'escadre des armées navales, seigneur des Pinabeaux (Saint-Denis-sur-Ouanne), petit-neveu du frère Jacques de Martinet-Pinabeaux dit le chevalier de Pinabeaux, commandeur de Chantraine (~1567- ~1645)[26]. Entre 1660 et 1665, il fait dresser un terrier des Pinabeaux contenant la liasse des aveux de ses tenanciers. Dans une de ces pièces datée de 1663, il est intitulé haut et puissant seigneur, messire Pierre de Certaines, seigneur des Pinabeaux, des Hâtes, Fricambault, Saint Denis sur Ouanne, Donzy, Boissel et autre lieux, capitaine dans les vaisseaux du Roy[25].
- Maurice Vallery-Radot (1919-2006 ), résistant, conseiller d'État, président de l'Académie d'agriculture en 2000. Il fut propriétaire aux Pinabeaux (Saint-Denis-sur-Ouanne).
- Bernard Lecomte (1949),  journaliste, éditeur, blogueur et écrivain. Il fut conseiller municipal de la commune.

## Pour approfondir